# Podnart
Podnart is een plaats in Slovenië en maakt deel uit van de gemeente Radovljica in de NUTS-3-regio Gorenjska.
Sinds 1870 heeft Podnart een station langs de spoorlijn Ljubljana - Jesenice.